# Friedrich Stuber
Friedrich Stuber (* 1. Dezember 1864 in Gossliwil (heute zu Buchegg); † 5. November 1945 in Oberhofen am Thunersee, heimatberechtigt seit 1921 in Solothurn) war ein Schweizer Lehrer und Politiker (Freisinnig-Demokratische Partei).

## Leben

### Familie
Friedrich Stuber war der Sohn des Landwirts Niklaus Stuber und dessen Ehefrau Elisabeth (geb. Leibundgut).
Er war seit 1889 mit Rosa Hedwig, die Tochter des Lehrers Benedikt Leibundgut, in erster Ehe verheiratet. In zweiter Ehe heiratete er am 9. Juli 1926 Emma, Witwe von Friedrich Bühlmann und Tochter des Wirts Johann Fischer.

### Werdegang
Friedrich Stuber besuchte das Lehrerseminar in Solothurn und war anschliessend von 1883 bis 1896 Primarlehrer in Schnottwil und Derendingen.
1896 wurde er Direktor der Strafanstalt des Kantons Solothurn und blieb bis 1921, als diese geschlossen wurde, in leitender Stellung.
Er wurde 1921 erster vollamtlicher Direktor und war dann von 1925 bis 1938 Direktor und Präsident des Verbands Landwirtschaftlicher Genossenschaften der Nordwestschweiz; zuvor war er von 1908 bis 1918 deren Vizepräsident. In seinem Amt als Präsident folgte ihm Albert Helbling.

### Politisches Wirken
Friedrich Stuber war in der Zwischenkriegszeit eine der dominantesten agrarpolitischen Persönlichkeiten in Solothurn. Er engagierte sich als Agrarpolitiker hauptsächlich auf der kantonalen Ebene.
Er löste Jakob Zimmermann (1842–1922) ab und war vom 3. Dezember 1917 bis zur Ablösung durch Oliv Jeker  am 6. Dezember 1925 und vom 3. Dezember 1928 bis 6. Dezember 1931 freisinniger Nationalrat. In der Zeit von 1912 bis 1929 war er Kirchgemeinderatspräsident in Solothurn; in dieser Zeit wurde die Reformierte Kirche Solothurn nach Plänen von Armin Meili als grösserer Neubau erbaut.

## Mitgliedschaften
Friedrich Stuber war Mitbegründer zahlreicher landwirtschaftlicher Genossenschaften.
Zehn Jahre lang hatte er den Vorsitz des Schweizerischen Vereins für Straf-, Gefängniswesen und Schutzaufsicht.
Seit 1908 war er Vorstandsmitglied des 1845 gegründeten Landwirtschaftlichen Kantonalvereins Solothurn, deren Präsident er von 1916 bis 1938 war, sowie Verwaltungsrat der Schweizerischen Exportgesellschaft für Emmentaler Käse AG.
Von 1929 bis 1941 war er im Vorstand des Schweizerischen Bauernverbands (heute Schweizer Bauernverband).

## Schriften (Auswahl)
- Die Plazierung der Entlassenen. In: Verhandlungen des Schweizerischen Vereins für Straf-, Gefängniswesen und Schutzaufsicht, Heft 1. Basel 1908, S. 86–103.
- Die Schaffung einer Zentralstelle für die Schutzaufsichtstätigkeit in der Schweiz. In: Verhandlungen des Schweizerischen Vereins für Straf-, Gefängniswesen und Schutzaufsicht, Heft 1. Sitten 1910, S. 36–38.